# Spoorlijn Anizy-Pinon - Chauny
De Spoorlijn Anizy-Pinon - Chauny was een Franse spoorlijn van Pinon naar Sinceny. De lijn was 18,6 km lang en heeft als lijnnummer 234 000.

## Geschiedenis
De lijn werd aangelegd door de Compagnie des chemins de fer du Nord en geopend op 1 mei 1882. Ondanks de officiële naamgeving van de SNCF liep de lijn in de richting van Chauny niet verder dan Rond-d'Orleans waar hij aansloot op de private spoorlijn Chauny - Saint-Gobain.
Reizigersverkeer werd opgeheven op 22 mei 1937. Goederenvervoer tussen Folembray en Rond-d'Orleans in september 1944, tussen Coucy-le-Château en Folembray in mei 1979. Het laatste gedeelte van de lijn tussen Anizy-Pinon en Coucy-le-Château werd gestaakt in 1990. Nadien is de lijn volledig opgebroken.

## Aansluitingen
In de volgende plaatsen is of was er een aansluiting op de volgende spoorlijnen:
Anizy-Pinon
RFN 229 000, spoorlijn tussen La Plaine en Anor
Coucy-le-Château
lijn tussen Chauny en Coucy-le-Château
aansluiting Rond-d'Orleans
RFN 242 610, spoorlijn tussen Chauny en Saint-Gobain

## Galerij

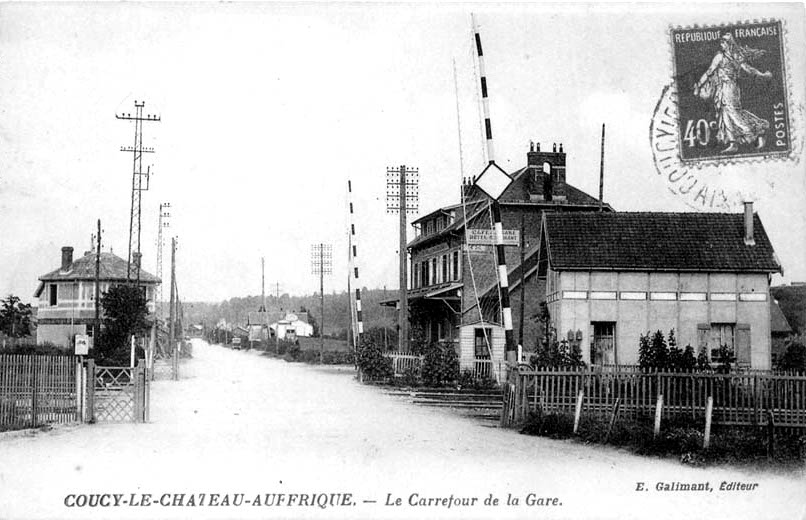
Overweg rue du Montoir in Coucy-le-Château
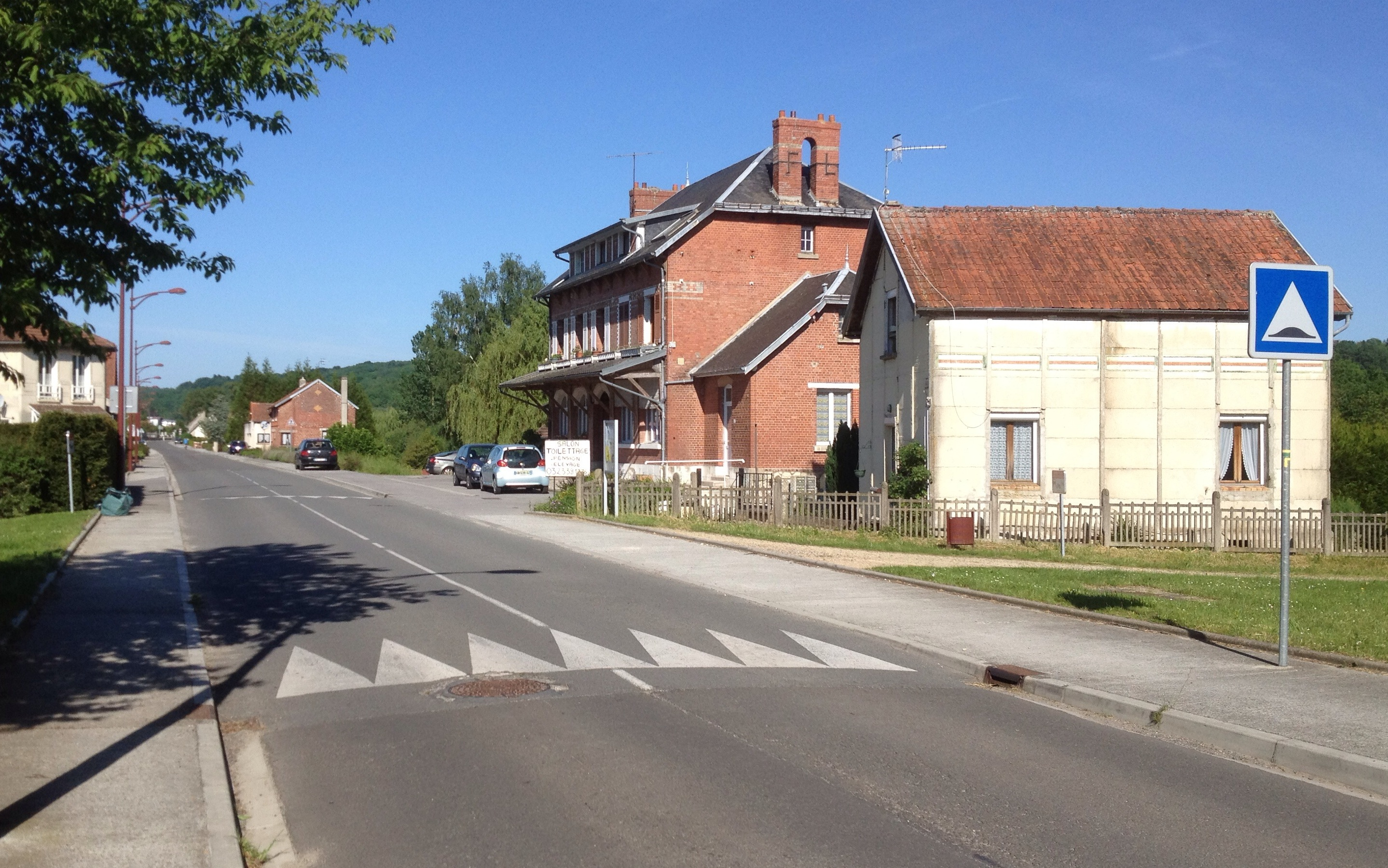
Overweg rue du Montoir in Coucy-le-Château in 2012
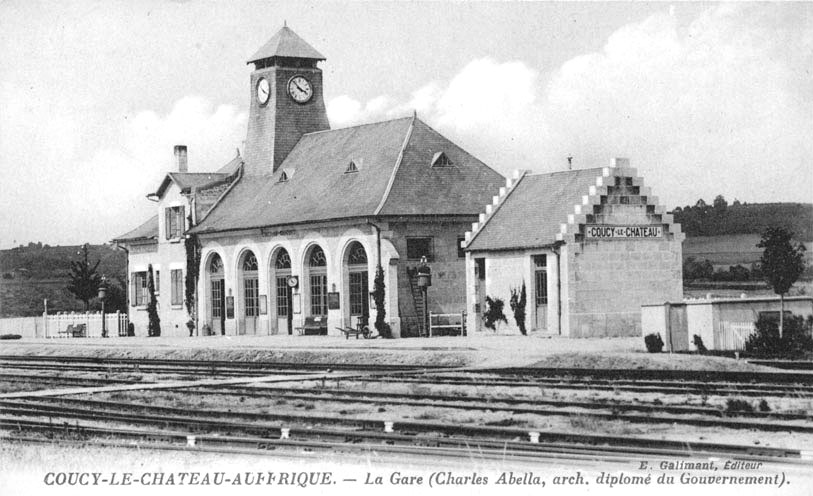
Station Coucy-le-Château
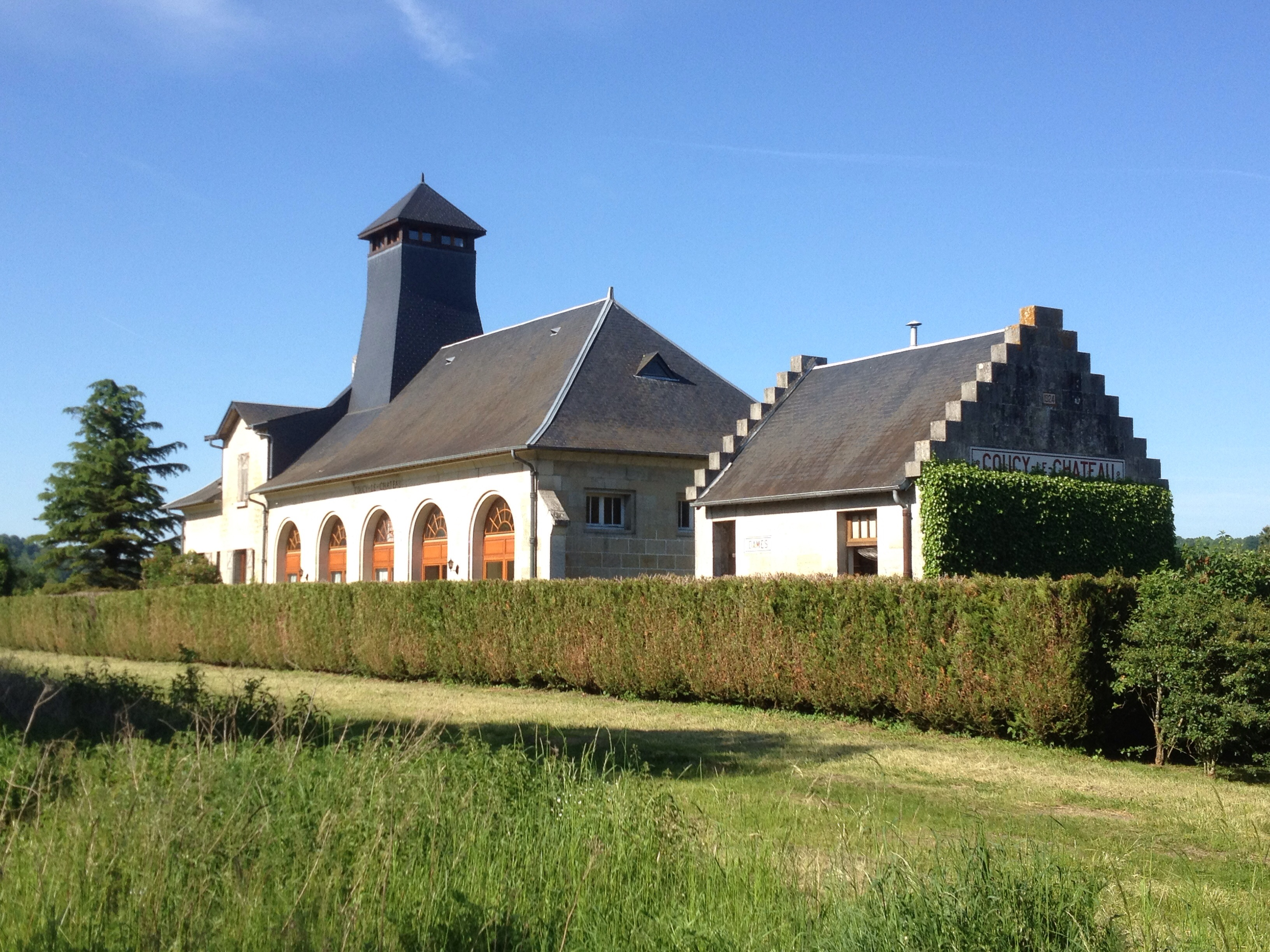
Station Coucy-le-Château in 2012